# Los Nikis
I Los Nikis sono un gruppo musicale spagnolo di genere pop punk, nato negli anni '80 e associato al movimento sociale e artistico della Movida madrileña. Soprannominati I Ramones di Algete, le loro canzoni sono caratterizzati da una struttura musicale estremamente semplice, nonché da testi umoristici.

## Storia del gruppo
Il gruppo nasce ad Algete nel 1980, con una formazione originale che vede Rafa Cabello alla batteria, Joaquín Rodríguez al basso elettrico, Arturo Pérez alle chitarre ed Emilio Sancho alla voce.
In quell'anno partecipano al I Concurso Rock Diputación de Madrid, dal quale cominciano a farsi conoscere, cominciando a girare in tour in tutto il paese.
Nel 1981 arriva dunque il debutto discografico con La amenaza amarilla, un EP all'interno del quale sono contenuti i brani Ernesto, Medicina nuclear e Negocios sucios, che rimarrano tra i più celebri del gruppo. Dopodiché subiranno l'unico cambio di formazione della loro carriera, con Johnny Canut che subentra alla batteria al posto di Rafa Cabello.
Al primo disco seguiranno gli album Marines a pleno sol (1984), Submarines a pleno sol (1987) e La hormigonera asesina (1989). Il gruppo si scioglie dunque nei primi anni '90: di questo periodo uscirà un album autoprodotto, Más de lo mismo, che contiene alcuni brani inediti raccolti da Joaquín Rodríguez.
Il 30 settembre 2011, tuttavia, la band torna a riunirsi per un concerto insieme al gruppo degli Airbag, con i quali avevano già collaborato al disco Manual de montaña rusa. Questo concerto fece da base per la reunion del gruppo che, nel 2019, ha pubblicato Menos de lo mismo vol. I, un nuovo EP che segna il ritorno discografico dei Los Nikis.

## La controversia deEl Imperio Contraataca
Nell'album del 1986, Marines a Pleno Sol è contenuto il brano El Imperio Contraataca, considerato probabilmente come quello di maggior successo dell'intero gruppo. Nel testo, si immagina un rinascimento imperiale, che avrebbe portato la Spagna a dominare l'intero mondo. Involontariamente, la canzone diventò un inno dell'estrema destra spagnola e non solo. La band cominciò ad essere considerata come un gruppo musicale ascoltato dai neo-nazisti e El Imperio Contraataca fu utilizzato come colonna sonora di partiti come Vox.
Anche in Italia, gli Hobbit (un gruppo di musica alternativa di destra), tradurranno il brano come L'impero contrattacca, che ha dato il titolo anche al loro album del 2010.
Il gruppo ha preso le distanze da tali interpretazioni del brano, dichiarando come il suo contenuto sia "ironico e non politico".

## Componenti
- Batteria: Rafa Cabello, "Juanito" (Johnny Canut), Daniel Parra y Santi de la Quintana.
- Basso: Joaquín Rodríguez.
- Chitarre: Arturo Pérez.
- Voce: Emilio Sancho.

## Discografia

### Album
- 1986: Marines a pleno sol (DRO - Tres Cipreses, 3C 137).
- 1987: Submarines a pleno sol (DRO - Tres Cipreses, 3C 180).
- 1989: La hormigonera asesina (DRO - Tres Cipreses, 3C 234).
- 1998: Más de lo mismo (autoprodotto).

### EP
- 1981: La amenaza amarilla (Tic Tac TTS-3RC, 11/81; ried. Discos Lollipop 002).
- 1982: Sangre en el Museo de Cera (Tic Tac TTS-4LN, ried. Lollipop 003 nello stesso).
- 1985: Olaf el Vikingo (Tres Cipreses-DRO, 3C-125).
- 2019: Menos de lo mismo Vol. I (Sonido Muchacho, SM054).

### Singoli
- 1985: El Imperio contraataca (DRO - Tres Cipreses, 3C 136). Lato B: Navidades en Siberia.
- 1987: Brutus (DRO - Tres Cipreses, 3C 180). Lato B: Algete arde.

### Compilation
- 1988: Los Nikis
- 1995: Mi chica se ha ido a Benidorm.
- 2019: Los Nikis contraatacan.